# Basarab IV Țepeluș cel Tânăr
Pour les articles homonymes, voir Basarab.
Basarab IV Țepeluș cel Tânăr (le Jeune), (mort le 13 juillet 1482) est prince de Valachie de 1477 à 1481 et de 1481 à 1482.

## Biographie
Basarab IV est le fils du prince Basarab II et il est surnommé Țepeluș (i.e le petit empaleur) ou cel Tânăr (i.e le Jeune).
Prétendant dès 1474/1475, il devient prince après avoir déposé son oncle Basarab III Laiotă cel Bătrân en novembre 1477. Il doit alors lui aussi faire face à deux prétendants : Mircea dont l'origine est obscure puis Vlad IV Călugărul de septembre à novembre 1481. Seul prince après cette date, il règne jusqu'à au 23 mars 1482 avant d'être tué par des boyards à Glogova le 13 juillet 1482.

## Postérité
De son épouse Marie, il laisse un fils :
- Danciul, prétendant au trône de Valachie en 1508/1510 avec l'appui des Hongrois il est tué à Sibiu le 12 mars 1510 après avoir participé au meurtre de Mihnea Ier cel Rău.

Bien qu'étant officiellement le fils du boyard Pîrvu Ier Craiovescu et de son épouse Neaga :
- Neagoe Basarab V prince de Valachie, revendiquait être le fils illégitime de Basarab IV Țepeluș cel Tânăr.

Selon la version exposée par Andrei Pippidi : Marie l'épouse de Basarab IV cel Tânăr était détenue en captivité par ses ennemis. Il tente de l'échanger contre une fille de son concurrent Basarab III Laiotă cel Bătrân qu'il avait emprisonnée. le marchandage se prolonge trop longtemps à son goût, il perd patience et menace de divorcer ! Marie n'étant pas légalement répudiable, aux yeux de l'église, il ne peut pas, mais il s'empresse de commencer une liaison avec la noble Neaga de Hotărani. Cette dernière étant enceinte de ses œuvres; il la marie avec l'un de ses fidèles Pîrvu Ier Craiovescu qui reconnait l'enfant.